# Maestro della Cattura di Cristo
Le Maestro della Cattura di Cristo (« Maître de l'Arrestation du Christ ») est un peintre italien anonyme du XIIIe siècle qui a exécuté plusieurs fresques de l'église supérieure de la Basilique Saint-François d'Assise ; il fut  actif entre 1280 et 1300 et contemporain de Giotto sur ces lieux.

## Biographie
Peintre des bandes supérieures de la deuxième travée, il est probablement un peintre formé à Assise, comme son style le suggère, entre la spatialité de Cimabue et de la composition  traditionnelle de Jacopo Torriti.
Les peintures ont été inscrites dans des carrés encadrés de frises géométriques, à la manière  d'un tableau accroché sur un mur. Ce motif, présent dans les décorations de la Sancta Sanctorum  de Rome, peut faire penser à une probable formation romaine. Ce style a été révolutionné par Giotto dans la bande inférieure ou par le Maître de l'Histoire de saint François (que certains érudits ne confondent pas avec le maître florentin).

## Œuvres
- L'Arrestation du Christ au jardin des oliviers, vers 1290
- La Nativité, vers 1290

## Sources
- (it) Cet article est partiellement ou en totalité issu de l’article de Wikipédia en italien intitulé « Basilica superiore di San Francesco d'Assisi#Maestro della Cattura » (voir la liste des auteurs).